# География промышленности
География промышленности — ветвь экономической географии, занимающаяся изучением территориальной организации производства и потребления промышленной продукции, закономерностей и пространственных особенностей развития промышленности в целом, групп отраслей, отдельных отраслей и производств — на локальном, районном, национальном, межнациональном (региональном) и глобальном уровнях.
Зарождение географии промышленности приходится на начало XX века, когда появились теоретические работы учёных по размещению промышленного производства (например, штандортные теории). Среди них выделяются работы немецкого экономиста Альфреда Вебера.
В структуре географии промышленности выделяются следующие направления:
- Общая география промышленности исследует общие закономерности формирования и развития территориальной структуры промышленности, место промышленности в международном (географическом) разделении труда, её положение среди других отраслей общественного производства, вопросы промышленного районирования, формирование территориальных сочетаний промышленности (в том числе промышленных агломераций) разного типа и масштаба, территориальную структуру деятельности частных и государственных промышленных корпораций, влияние промышленности на окружающую среду и т. п.
- Региональная география промышленности изучает промышленное производство в целом в составе таксономических единиц различного ранга (промышленных центров, узлов, агломераций, административно-территориальных единиц, районов, стран и их группировок).
- География отраслей промышленности исследует преимущественно факторы размещения (природные, технико-экономические, организационные, социальные и др.) и территориальную структуру отдельных отраслей и их группировок. Для неё характерен широкий территориальный охват (мир в целом, крупные регионы, страны, крупные экономические районы).[1]